# Trò chơi vương quyền
Khúc tráng ca Lửa và băng (tựa gốc tiếng Anh: A Song of Ice and Fire) là bộ tiểu thuyết thể loại kỳ ảo hùng tráng (epic fantasy) của nhà biên kịch, nhà văn Mỹ, George R. R. Martin. Martin bắt tay vào viết cuốn đầu tiên A Game of Thrones (Trò chơi vương quyền) vào năm 1991 và xuất bản vào năm 1996. Ông ban đầu mường tượng bộ tiểu thuyết là một trilogy, nhưng sau này mở rộng nó thành 7 phần và hiện đã xuất bản 5 cuốn. Quyển thứ năm và gần đây nhất được phát hành năm 2011,  A Dance with Dragons (Vũ điệu của bầy rồng), Martin mất sáu năm để viết. Ông hiện đang viết cuốn tiểu thuyết thứ sáu,  The Winds of Winter (Cơn gió mùa đông)
A Song of Ice and Fire lấy bối cảnh ở các lục địa hư cấu Westeros và Essos. Câu chuyện được kể theo góc nhìn của nhiều nhân vật theo vế thứ ba, bắt đầu chỉ với 9 quan điểm trong tiểu thuyết thứ nhất, phát triển lên đến 31 thế giới quan trong tiểu thuyết thứ năm. Ba cốt truyện chính đan xen: cuộc chiến nổ ra giữa các gia tộc để giành quyền kiểm soát vùng đất Westeros, mối đe dọa gia tăng từ thế lực siêu nhiên Other (Ngoại nhân hay Bóng Trắng trong loạt phim truyền hình) ở vùng cực bắc của Westeros và tham vọng của Daenerys Targaryen, con gái bị lưu đày của nhà vua bị phế truất, để lấy lại Ngai Sắt.
Nguồn cảm hứng của Martin bao gồm sự kiện lịch sử Chiến tranh Hoa Hồng và tiểu thuyết lịch sử Pháp The Accursed Kings của Maurice Druon. Bộ tiểu thuyết đã nhận được nhiều lời khen ngợi về cách khắc họa hình ảnh phụ nữ và tôn giáo, cũng như chủ nghĩa hiện thực của nó. Quan điểm của tác phẩm rất khác biệt và chủ quan bắt độc giả phải đối mặt với chúng, và sự thành công hay sống sót của một nhân vật không bao giờ được bảo đảm. Trong thế giới mơ hồ về mặt đạo đức của A Song of Ice and Fire, những câu hỏi liên quan đến lòng trung thành, niềm kiêu hãnh, dục vọng con người, lòng mộ đạo và đạo lý của bạo lực thường xuyên được đặt ra.
Tính đến tháng 8 năm 2016, bộ sách đã xuất bản hơn 70 triệu bản trên toàn thế giới[4] và tính đến tháng 1 năm 2017, đã được dịch sang 47 ngôn ngữ. Tập thứ tư và thứ năm đã đứng đầu danh sách bán chạy nhất của Thời báo New York khi phát hành. Trong số nhiều tác phẩm ăn theo có một số tiểu thuyết tiền truyện, một bộ phim truyền hình, một bộ truyện tranh chuyển thể, và một số thẻ, bảng, và trò chơi video.

## Nội dung
A Song of Ice and Fire diễn ra trong một thế giới hư cấu, chủ yếu tập trung tại một lục địa được gọi là Westeros. Các mùa ở đây kéo dài trong nhiều năm và kết thúc mà không thể đoán trước. Gần ba thế kỷ trước các sự kiện của cuốn tiểu thuyết đầu tiên, Bảy vương quốc Westeros đã được thống nhất dưới triều đại Targaryen bởi Vua Aegon Đệ Nhất và các chị vợ của ông là Visenya và Rhaenys, thiết lập quyền kiểm soát tối cao thông qua tiềm lực quân đội của họ. Aegon trở thành vị vua đầu tiên của toàn lục địa Westeros, ngoại lệ là khu vực phía nam thuộc xứ Dorne. Triều đại Targaryen cai trị trong 3 thế kỷ, mặc dù các cuộc nội chiến và tranh chấp nội bộ giữa các thành viên của nhà Targaryen dẫn đến sự tuyệt chủng của loài rồng. Khi sự kiện trong A Game of Thrones bắt đầu, 15 năm thái bình đã trôi qua kể từ cuộc nổi loạn do Lãnh chúa Robert Baratheon lãnh đạo nhằm phế truất và giết chết vị Vua Targaryen cuối cùng, "Vua điên" Aerys Đệ Nhị. Nhà Baratheon lên nắm quyền và Robert tuyên bố ông là Lãnh Chúa của Thất Đại Đô Thành, trong lúc mùa hè 9 năm sắp kết thúc.
Câu chuyện chính kể về cuộc đấu tranh quyền lực để chiếm Ngai Sắt giữa các đại gia tộc của Westeros sau cái chết của Vua Robert trong A Game of Thrones. Thái tử thừa kế của Robert, Joffrey, 13 tuổi, ngay lập tức được đăng quang nhờ các mưu kế của mẹ mình, Nữ hoàng Cersei Lannister. Khi Lãnh chúa Eddard "Ned" Stark, người bạn thân nhất và là Hand of The King (Cánh tay của Vua, hay Quân sư) của Robert, phát hiện ra rằng Joffrey và anh chị em của cậu ta là sản phẩm của sự loạn luân giữa Cersei và anh trai sinh đôi của bà, Jaime "Sát Vương" Lannister, Eddard cố gắng phơi bày Joffrey, nhưng ông bị phản bội và xử tử vì tội phản quốc. Nghe tin này, anh em của Robert là Stannis và Renly đều đưa ra những yêu sách riêng nhằm chiếm Ngai Sắt. Trong thời kỳ bất ổn này, hai trong số bảy Đô Thành tại Westeros muốn độc lập khỏi sự cai trị của Ngôi Báu: Con trai cả của Eddard- Robb "Sói trẻ" Stark được tôn làm Vua Phương Bắc, trong khi Lãnh chúa Balon Greyjoy mong muốn lấy lại chủ quyền Quần đảo Sắt. Cái gọi là "Ngũ Vương Tranh Quyền" tiến triển hoàn toàn vào giữa cuốn sách thứ hai, A Clash of Kings với năm vị vua là Joffrey Baratheon, Robb Stark, Stannis Baratheon, Renly Baratheon và Balon Greyjoy
Tuyến nhân vật thứ hai được đặt ở phía bắc xa xôi của Westeros, nơi có một bức tường băng đã 8.000 năm tuổi, được gọi đơn giản là "The Wall" (Tường Thành), bảo vệ Bảy vương quốc khỏi những sinh vật siêu nhiên có tên là Ngoại nhân (hay các White Walkers - Bóng Trắng). Lính canh của Bức tường - Hội huynh đệ tuyên thệ của Đội Tuần Đêm, là những người bảo vệ 7 vương quốc khỏi sự xâm lăng của "những người hoang dã" hoặc "Dân tự do", một số bộ lạc loài người sống ở phía bắc của Bức tường. Cốt truyện này được kể chủ yếu qua quan điểm của Jon Snow, con trai rơi của Lãnh chúa Eddard Stark. Jon đi theo bước chân của chú mình là Benjen Stark và tham gia Đội Tuần Đêm vào năm 14 tuổi, vươn lên nhanh chóng qua hàng ngũ. Cuối cùng, anh trở thành thủ lĩnh của Đội Tuần Đêm. Trong cuốn thứ ba, A Storm of Swords, cốt truyện này trở nên ngày càng vướng vào "Ngũ Vương Tranh Quyền"- Cuộc chiến của năm vị vua.
Câu truyện thứ ba kể về Daenerys Targaryen, con gái của Aerys Đệ Nhị - vị vua Targaryen cuối cùng. Trên lục địa Essos, phía đông Westeros ngay bên kia Biển Hẹp, Daenerys được anh trai của cô là Viserys Targaryen gả cho Khal Drogo, một Khal (thống lĩnh) mạnh mẽ của bộ tộc Dothraki, dần dần cô trở thành một người cai trị độc lập và khôn ngoan. Sự gia tăng quyền lực của cô được hỗ trợ bởi sự ra đời lịch sử của ba con rồng, nở ra từ những quả trứng được tặng cho cô làm quà cưới. Ba con rồng sớm trở thành, không chỉ là biểu tượng cho huyết thống và quyền lực chính đáng của cô đối với Ngai Sắt, mà còn là vũ khí tàn phá tối thượng, giúp cô chinh phục vịnh Nô lệ.

## Thông tin xuất bản
Phiên bản đầu tiên của Trò chơi vương quyền tại Mỹ đã được xuất bản như sau:
| Tập | Tựa đề               | Số trang       | Số chương      | Năm xuất bản   |
| --- | -------------------- | -------------- | -------------- | -------------- |
| 1   | A Game of Thrones    | 704            | 73             | 08/1996        |
| 2   | A Clash of Kings     | 768            | 70             | 02/1999        |
| 3   | A Storm of Swords    | 992            | 82             | 11/2000        |
| 4   | A Feast for Crows    | 753            | 46             | 11/2005        |
| 5   | A Dance with Dragons | 1056           | 73             | 07/2011        |
| 6   | The Winds of Winter  | Đang thực hiện | Đang thực hiện | Đang thực hiện |
| 7   | A Dream of Spring    | Đang thực hiện | Đang thực hiện | Đang thực hiện |
Bộ tiểu thuyết còn được biên soạn thêm ba phụ bản được phát hành từ năm 1996 đến năm 2003:
- Blood of Dragon (07/1996): được lấy từ các chương Daenerys trong A Game of Thrones.
- Path of Dragon (12/2000): dựa trên các chương Daenerys trong A Storm of Swords.
- Arms of the Kraken (03/2003): dựa trên các chương Quần Đảo Sắt trong A Feast of Crows.

Tác giả George R. R. Martin từng được biết đến là nhà biên kịch nổi tiếng với thâm niên gần 10 năm làm việc ở Hollywood. Trong suốt quãng thời gian thực hiện một số chương trình như Twilight Zone, Beauty and the Beast, ông luôn phải sửa lại tình tiết kịch bản do người chịu trách nhiệm sản xuất cho rằng ông đã quá tham vọng. Vì thế câu chuyện về vùng đất Westeros huyền thoại ra đời như để thỏa mãn ước mơ và trí tưởng tượng của ông.
Lấy cảm hứng từ các sự kiện lịch sử ở thời kỳ "Chiến tranh hoa hồng" của nước Anh và bị ảnh hưởng nhiều bởi những tiểu thuyết viễn tưởng gạo cội của J. R. R. Tolkien (tác giả Lord of the Rings, The Hobbit), nhưng Martin cố tình bất chấp các quy ước về thể loại giả tưởng truyền thống để viết theo định hướng cá nhân.

## Các giải thưởng và đề cử
- A Game of Thrones(1996) – Đạt giải thưởng Locus và World Fantasy, được đề cử giải Tinh Vân năm 1997.
- A Clash of Kings (1998) – Đạt giải thưởng Locus và được đề cử giải Tinh Vân năm 1999.
- A Storm of Swords (2000) – Đạt giải thưởng Locus và Hugo, được đề cử giải Tinh Vân năm 2001.
- A Feast of Crows (2005) – Đạt giải thưởng Locus và Hugo, được đề cử giải thưởng British Fantasy năm 2006.
- A Dance of Dragons (2011) – Đạt giải thưởng Locus, được đề cử giải Hugo và World Fantasy vào tháng 4/2012.

## Bản dịch tiếng việt
5 tập đầu của bộ truyện đã được Trung tâm sách Văn học ImOne (trực thuộc Alpha Books) mua bản quyền xuất bản và đặt tên là Trò chơi vương quyền. Dự kiến mỗi tập sẽ được chia thành 2 – 3 phần.
Danh sách các tập đã phát hành:
| Tập | Tựa đề                     | Số trang | Xuất bản |
| --- | -------------------------- | -------- | -------- |
| 1a  | Sói tuyết thành Winterfell | 668      | 09/2012  |
| 1b  | Vua Phương Bắc             | 604      | 09/2012  |
| 2a  | Hậu Duệ Của Sư Tử Vàng     | 682      | 12/2012  |
| 2b  | Bảy Phụ Quốc               | 636      | 12/2012  |
| 3a  | Sự Trở Lại Của Ngoại Nhân  | 636      | 03/2013  |
| 3b  | Nước Mắt Sói Tuyết         | 630      | 06/2013  |
| 3c  | Tử Hôn                     | 688      | 08/2013  |
| 4a  | Tiệc Quạ Đen               | 640      | 03/2014  |
| 4b  | Lời tiên tri               | 676      | 07/2014  |
| 5a  | Đánh thức rồng thiêng      | 635      | 11/2014  |
| 5b  | Trấn thủ thành Meereen     | 666      | 06/2015  |
| 5c  | Vũ Điệu Rồng Thiêng        | 670      | 04-2016  |

## Một số địa danh

### Westeros
Câu chuyện diễn ra chủ yếu trên một vùng đất mang tên Westeros.
Ngay từ mở đầu bộ truyện Trò chơi vương quyền, Westeros đã chìm đắm trong một mùa hè dài cả thập kỷ và mọi người dân đều lo ngại rằng kế tiếp đó sẽ là một mùa đông vô cùng khắc nghiệt. Martin giải thích rằng ông rất yêu thích các mùa trong năm, và mỗi mùa đều có một ý nghĩa riêng của nó – mùa hè tượng trưng cho niềm vui và sự tăng trưởng, còn mùa đông tối gắn liền với tối tăm, lạnh lẽo và ảm đạm, báo hiệu một cuộc đấu tranh sinh tồn.
Westeros được thống trị bởi một vị vua của Bảy Phụ Quốc - mỗi vùng lại thuộc quyền sở hữu và cai trị bởi một dòng họ khác nhau: Phương Bắc, Quần Đảo Sắt, Riverlands, Thung Lũng Arryn, Phương Tây, Stormlands, Crownlands, xứ Dorne. Martin đã truyền cảm hứng từ lịch sử châu Âu trung cổ vào những câu chuyện về Westeros, như "cuộc chiến hoa hồng" các cuộc Thập tự chinh, "trăm năm chiến tranh"…
Lịch sử cổ đại của Westeros thậm chí cũng không rõ ràng, chắc chắn ngay cả đối với các nhân vật trong truyện. Theo ước tính của các học giả, số tuổi của thế giới hư cấu này thay đổi trong phạm vi 40.000 đến 500.000 năm. Trong một bài học lịch sử của Bran Stark trong A Game of Thrones (tập 1), Maester Luwin đã giải thích rằng những cư dân đầu tiên của Westeros là những đứa con của rừng rậm, khuôn mặt các vị thần của họ được khắc trên thân cây đước suốt Thời kỳ Bình Minh. Luwin còn kể lại rằng, 12.000 năm trước đây, một nhóm người cổ xưa, được gọi là Tiền Nhân, từ phương đông mang theo kiếm đồng và ngựa tới Westeros. Những nỗ lực của Tiền Nhân trong việc canh tác đất đai đã dẫn đến một cuộc chiến tranh với những đứa con của rừng rậm. Cuộc chiến cuối cùng cũng được thỏa hiệp bằng một "hiệp ước", báo hiệu một sự khởi đầu của một Kỷ Nguyên Anh Hùng kéo dài 4.000 năm. Trong suốt thời gian đó, Tiền Nhân sống hoà thuận với những đứa con của rừng rậm. Họ tiếp nhận tôn giáo thờ phụng những khuôn mặt các Vị Thần Cổ Xưađược khắc trên cây đước bởi những đứa con của rừng rậm.
8.000 năm trước những sự kiện xảy ra trong tiểu thuyết, một thế lực siêu nhiên được gọi là The Other hay Ngoại Nhân xuất hiện từ phương bắc xa xôi. Như Già Nan đã kể với Bran trong A Game of Thrones (tập 1), lũ Ngoại Nhân đã mang một mùa đông dài đằng đẵng, tối tăm và chết chóc - "Màn đêm dài" – tới phương nam, kéo dài cả thập kỷ. Những đứa con của rừng rậm và Tiền Nhân cuối cùng đã có thể đẩy lùi Ngoại Nhân bằng sự kết hợp của "Dragonblast", lửa và xây nên một bức tường băng ảm đầy ma thuật khổng lồ để ngăn cách khiến cho cái chết không thể vượt qua. Một thời gian sau, người Andal xâm chiếm Westeros từ miền đông lục địa qua Bờ Biển Hẹp và đóng đô tại Thung Lũng Arryn. Lời nói đầu trong truyện ngắn The Sworn Sword của Martin tóm tắt rằng những người Andals nắm giữ vũ khí sắt và họ luôn mang theo Đức tin của Thất Diện Thần (Bảy Vị Thần Cổ Xưa). Trong suốt vài thiên niên kỷ, họ đã chinh phục các vương quốc ở phương nam của Tiền Nhân, tuy nhiên lại không thể xâm chiếm được bất cứ nơi nào ở phương bắc. Những đứa con của rừng rậm dần biến mất, Tiền Nhân cuối cùng đã kết hôn với người Andal.
Westeros bao gồm 6 vương quốc to lớn và quyền lực: vương quốc của Phương Bắc, vương quốc của Quần Đảo Sắt, vương quốc của núi và thung lũng, vương quốc của các vị Vua Bão Tố, vương quốc của Đá và vương quốc của miền sông nước. Những tiểu vương quốc sa mạc ở phía nam Westeros bị chia cắt bởi chiến tranh liên miên, cho đến khi nữ hoàng chiến binh Nymeria của Rhoynar mang quân qua Bờ Biển Hẹp cập cảng xứ Dorne, sau đó kết hôn với nhà Martell để liên minh thống trị toàn xứ Dorne, và Dorne trở thành vương quốc hùng mạnh thứ 7 của Westeros. 
300 năm trước các sự kiện trong tiểu thuyết, Westeros trải qua trận xâm lược cuối cùng, đó là khi Aegon Chúa Rồng cùng hai người chị em gái nhà Targaryen đi thuyền từ đảo Dragonstone tới đánh chiếm King's Landing. Mặc dù chỉ với lực lượng rất nhỏ nhưng họ đã có ba con rồng cuối cùng trong thế giới phương Tây để vượt qua lục địa. Sáu trong Bảy Phụ Quốc đã bị chiếm lĩnh, nhưng Dorne chống trả quyết liệt và giữ vững độc lập trong suốt 200 năm, cho đến khi kết hợp với vương quốc bằng hôn nhân giữa Daeron II Targaryen với Myriah Martell và Maron Martell với Daenerys Targaryen.
15 năm trước khi bắt đầu cuốn tiểu thuyết, nhà Targaryen bị tước bỏ quyền lực trong cuộc nội chiến chống lại vua Aerys II điên rồ và tàn ác (hay còn gọi là Vua Điên). Lyanna Stark, con gái của lãnh chúa Rickard Stark của phương bắc và là vị hôn thê của lãnh chúa Robert Baratheon là nguyên nhân kích hoạt sự kiện này. Nhiều nhân vật trong truyện cho rằng cô đã bị bắt cóc và cưỡng bức bởi thái tử Rhaegar Targaryen. Các phản ứng tiếp theo dẫn tới việc anh trai và cha của cô bị "Vua Điên" xử tử. Khi vua Aerys ra lệnh cho Jon Arryn, lãnh chúa tối cao vùng núi và thung lũng giao nộp Robert Baratheon (lãnh chúa vùng Stormland) và Eddard Stark (anh trai thứ hai của Lyanna và là lãnh chúa Phương Bắc sau cái chết của cha và anh trai). Cả ba quyết định cầm cờ nổi dậy, được gia nhập bởi nhà Tully vùng sông nước. Cuộc chiến mang tên "cuộc nổi dậy của Robert" xảy ra ngay sau đó, và quân nổi dậy giành chiến thắng quyết định tại sông Trident – nơi Robert giết chết thái tử Rhaegar Targaryen, con trai Aerys. Trước chiến thắng của quân nổi dậy, Tywin Lannister vùng Casterly Rock, người đang duy trì trung lập khi đó, đã bất ngờ tấn công King's Landing, giết chết vợ và hai con của Rhaegar Targaryen để thể hiện lòng trung thành với phe nổi dậy. Vua Aerys bị chính hiệp sĩ cận vệ riêng của mình, Jaime Lannisters (con của Tywin Lannister) sát hại. Kể từ đó, Jaime có biệt danh là Sát Vương.
Người vợ đang mang thai của Aerys và cậu con trai 8 tuổi Viserys đã chạy trốn tới Dragonstone. Vợ của Aerys chết khi sinh hạ cô con gái Daenerys Targaryen. Daenerys và anh trai được những cận vệ trung thành đưa tới nơi an toàn tại Thành phố Tự Trị ngoài Bờ Biển Hẹp. Và thời điểm đó, Robert Baratheon đã chiếm lấy Ngai Sắt và kết hôn với Cersei Lannisters để bảo đảm gia đình Lannisters làm đồng minh.

#### Phương bắc
Phương Bắc là một trong những khu vực của lục địa Westeros, và trước đây là một quốc gia có chủ quyền được gọi là Vương quốc Phương Bắc trước khi nó bị nhà Targaryen chinh phục.
Các lãnh chúa nhà Stark với thành trì ở Winterfell đã đời đời nối tiếp nhau cai trị khu vực này với danh hiệu Thủ Lĩnh Phương Bắc - lãnh chúa thành Winterfell, ngay cả sau khi chấp nhận cúi đầu trước những con rồng. Đây là vương quốc lớn nhất trong số bảy phụ quốc của lục địa Westeros, nói đúng hơn là lớn gần bằng sáu vương quốc kia cộng lại.
Theo truyền thuyết, Vương quốc Phương Bắc được thành lập cách đây 8000 năm bởi Bran Người Kiến Thiết, người sáng lập Nhà Stark, người đã cho xây dựng thành Winterfell cũng như là người đã xây dựng Trường Thành như một lá chắn bảo vệ miền nam trước mối nguy cơ về sự trở lại có thể có của các Bóng Trắng và Ngoại Nhân. 6000 năm trước khi cuộc chiến của năm vị vua nổ ra, người Andal đã đi thuyền qua Eo Biển Hẹp, mang theo thép, lửa và cả Đức tin Thất Diện Thần. Các vương quốc phương nam lần lượt bị sụp đổ trước họ. Chỉ còn nơi đây, nơi các vị vua Phương Bắc đánh bại tất cả các đội quân cố vượt Neck thì Tiền Nhân vẫn tiếp tục trị vì. Do đó mà chỉ Phương Bắc mới có đa phần dân cư chủ yếu là những Tiên Dân, và là phụ quốc duy nhất mà văn hóa, phong tục và truyền thống của Tiền Nhân vẫn chiếm ưu thế. Trong số đó có niềm tin rằng kẻ nào ra lệnh xử trảm, kẻ đó phải vung kiếm. Đặc biệt, tôn giáo của Tiền Nhân là việc thờ phượng của các vị thần cổ xưa của rừng già, vẫn là đức tin chi phối tại miền Bắc. Đức Tin Thất Diện Thần được đưa vào miền nam Westeros bởi người Andal chỉ có một chỗ đứng nhỏ ở miền Bắc. Vì vậy mà miền Bắc không có các hiệp sĩ, bởi vì một hiệp sĩ phải là một người đứng cầu nguyện trong điện thờ, được xức bảy loại dầu thơm để Thất Diện Thần chứng giám cho lời thề của anh ta. Trong khi những người Phương Bắc như Ned Stark không thể mang danh hiệu "Ser" thì các kỵ binh hạng nặng miền bắc có nhiệm vụ tương đương như các hiệp sĩ ngoài chiến trường.
Con hoang sinh ra ở miền Bắc mang họ là Snow.

#### Riverland
Riverlands là một trong những khu vực cấu tạo nên lục địa Westeros. Khu vực này thường xuyên là chiến trường trong các cuộc nội chiến thời kì Bảy Phụ Quốc trước cuộc xâm lược của nhà Targaryen. Trong thời đại của Tiền Nhân, Riverlands là một vương quốc độc lập được gọi là Vương quốc của sông và thung lũng.
Nằm ở vị trí trung tâm của châu lục này, và ít có ranh giới tự nhiên như núi, trong nhiều thế kỷ Riverands đã được coi một vùng biên ải giữa vương quốc mạnh xung quanh. Các Riverlands được cai trị bởi người Andal vào thời điểm có cuộc xâm lược của nhà Targaryen, và cuộc tấn công của Aegon Người Chinh Phục đã được hỗ trợ bằng một cuộc nổi dậy lớn do nhà Tully phát động. Vì lý do này mà Riverlands đã không có một vị vua vào thời điểm của cuộc xâm lược - Riverlands đã không được tính là một trong bảy vương quốc (thay vì cơ bản là tám vương quốc"). Tuy nhiên trên các công việc hành chính, Riverlands và các nhà lãnh đạo luôn tương đương như bất kỳ khu vực nào khác của vương quốc.
Các vùng đất của Riverlands được cai trị từ lâu đài Riverrun bởi Nhà Tully. Con hoang sinh ra ở Riverlands mang họ là Rivers.

##### Địa lý
Các vùng đất của Riverlands chịu sự chi phối của lưu vực sông Trident, thông qua ba nhánh chính của nó - Green Fork, Blue Fork, và Red Fork - sau đó nối lại với nhau tại khúc cạn Ruby ở phía đông. Green Fork nằm ở phía bắc, chảy theo hướng bắc-nam với thượng lưu gần lên vùng đầm lầy, cửa ngõ phương Bắc của nhà Stark. Nhánh Green Fork chảy qua Song Thành do nhà Frey cai trị. Vì vậy, khi một quân đội lớn tiến xuống miền nam hoặc đi lên phương Bắc chỉ có hai sự lựa chọn: theo Vương Lộ và vượt qua khúc cạn Ruby ở phía đông, hoặc qua bãi cạn Greek Fork ở Song Thành nếu hướng về phía tây, nhưng phải trả phí mãi lộ cho nhà Frey để được qua sông.
Blue Fork là nhánh phía nam của Green Fork, và chảy tới các khu vực gần Seagard. Fork Red là nhánh cực nam và chảy qua trung tâm của Riverlands, giữa Red Fork và hồ Gods Eye về phía nam. Sau khi chảy qua lâu đài Riverrun, thủ phủ của Riverlands, Fork Red chảy xa hơn về phía nam và phía tây cho đến khi nó tới biên giới của các vùng đất Phương Tây được các lãnh chúa nhà Lannister quản lý.
Riverlands không có các tuyến phòng thủ hay biên giới tự nhiên. Vùng đất được bao quanh bởi các dãy núi cao, hiểm trở ở phía tây và phía đông nhưng chúng lại được sở hữu bởi các vùng miền tây và thung lũng của nhà Arryn. Đây là những tuyến phòng thủ tự nhiên mà miền tây và xứ Vale dùng để chống lại Riverlands. Các đầm lầy rộng lớn và eo đất cao nhưng hẹp cũng tạo thành một hàng rào tự nhiên, nhưng đây là một phần của miền Bắc do nhà Starks cai quản, một lần nữa được dùng để ngăn các cuộc tấn công vào miền bắc từ Riverlands. Biên giới phía nam của Riverlands nhiều hay ít được hình thành từ thượng nguồn của sông Blackwater, nhưng điều này cũng chẳng phải là trở ngại gì cho việc đi lại giữa Riverlands và tiến về vùng Reach. Phía đông nam, Riverlands có chung biên giới với Crownlands, nhưng đây hoàn toàn là biên giới hành chính chứ không phải là biên giới tự nhiên. Hơn nữa, bờ biển phía tây bắc của Riverlands nằm cạnh vịnh Ironman, và do đó thường phải chịu các cuộc đánh phá từ Quần đảo Sắt.

##### Lâu đài và các địa danh
Riverrun, thành trì của các lãnh chúa nhà Tully, những người cai trị tối cao của Riverlands, nằm nhánh Red Fork của dòng Trident.
Harrenhal, lâu đài của nhà Whent, lâu đài lớn nhất ở Westeros, mà người đời thường đồn đại là bị nguyền rủa.
Raventree Hall, lâu đài của nhà Blackwood.
Seagard, lâu đài của nhà Mallister.
Stone Hedge, lâu đài của nhà Bracken.
Song Thành, lâu đài của Nhà Frey.
Pinkmaiden, lâu đài của nhà Tully.
Acorn Hall, lâu đài của nhà Tully.

##### Các thị trấn
Thị trấn Wendish
Stoney Sept
Maidenpool

##### Các địa danh
Đảo Isle of Faces
Đồi High Heart
Rừng Whispering

##### Sông và hồ
Sông Trident
Nhánh Blue fork
Nhánh Red fork
Nhánh Green fork
Hồ Gods Eye

##### Các vùng ven biển
Vịnh Ironman

### Kinh tế
Riverlands là một khu vực giàu có, màu mỡ và đông dân. Các con sông ngòi chảy trên một diện tích rộng được sử dụng để đi lại và vận chuyển hàng hóa, Trong thời gian yên bình, các thuyền cá của ngư dân, sà lan chở đầy ngũ cốc và tàu của các thương gia nổi đuôi nhau trên sông. Với hệ thống sông ngòi chằng chịt, nông dân các làng có thể chuyên chở ngũ cốc và các sản phẩm nông nghiệp dễ dàng để bán cho các thương nhân ở xa. Rượu ngon có thể được nấu với số lượng hạn chế từ nho chua được trồng ở Riverlands.